# Caraway, Arkansas
Caraway là một thành phố thuộc quận Craighead, tiểu bang Arkansas, Hoa Kỳ. Năm 2010, dân số của thành phố này là 1279 người.

## Dân số
- Dân số năm 2000: 1349 người.
- Dân số năm 2010: 1279 người.